# Completen
De completen vormen het laatste getijdengebed van de dag. Het woord is afkomstig van het Latijnse completorium dat afronding betekent of complere = vullen. De completen komen voor in de Rooms-Katholieke Kerk, de Oosters-Orthodoxe Kerk, het anglicanisme, het lutheranisme en enkele andere denominaties met liturgische tradities van het christendom. Het stamt uit de 6e eeuw.

## Completen in de Katholieke Kerk
De katholieke completen hebben de volgende opbouw:
- openingsgebed
- schuldbelijdenis
- hymne Te lucis ante terminum
- psalmodie (meestal de psalmen 4, 134 en 91), met slechts één antifoon
- een korte Schriftlezing
- het Nunc dimittis, de Lofzang van Simeon (Lucas 2, 29-32)
- gebed
- zegenbede
- een Maria-antifoon, bijvoorbeeld het Salve regina

Bij de contemplatieve kloosterorden vindt er bij de zegenbede een besprenkeling met wijwater plaats. Na deze zegen houden de religieuzen van deze orden zich aan de traditionele nachtelijke stilte (magnum silentium).